# Comité Olímpico Internacional
El Comité Olímpico Internacional (COI; en francés: Comité international olympique, CIO; en inglés: International Olympic Committee, IOC) es un organismo encargado de promover el olimpismo en el mundo y coordinar las actividades del Movimiento Olímpico. Fue creado el 23 de junio de 1894 por el barón Pierre de Coubertin en París con el fin de revivir los Juegos Olímpicos Antiguos.
Está encargado de supervisar y administrar todo lo concerniente a los Juegos Olímpicos. Es dueño de todos los derechos asociados a los símbolos olímpicos: la bandera, el himno, el lema, el juramento y la competencia misma. Controla los derechos de transmisión de los juegos, la publicidad y demás actividades de acuerdo a la Carta Olímpica. Por otra parte, es el encargado de seleccionar las ciudades que serán sedes de los Juegos Olímpicos cada cuatro años.
Finalmente, sus idiomas oficiales son el inglés y el francés.

## Historia

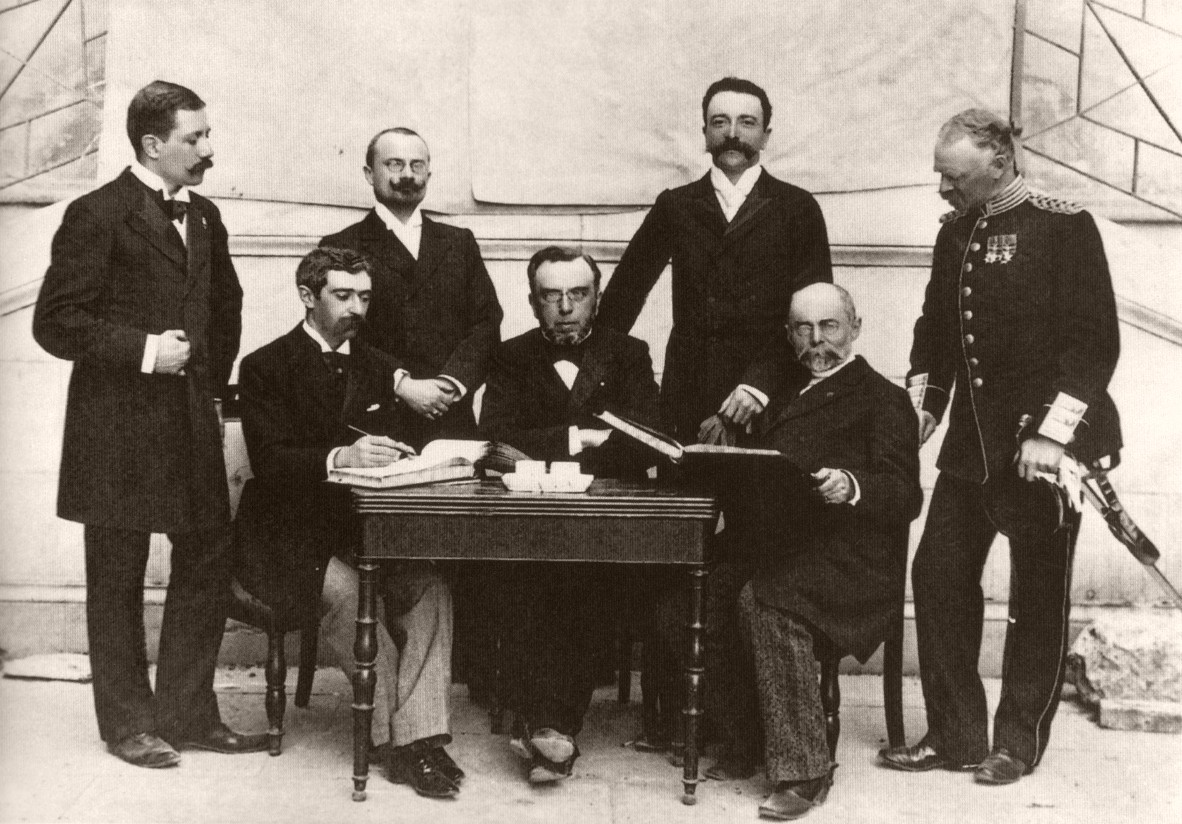
El primer COI, en los Juegos Olímpicos de Atenas 1896.

El COI fue creado por Pierre de Coubertin, el 23 de junio de 1894 con Dimitrios Vikelas como su primer presidente. En 2021 sus miembros se componen de 102 miembros activos, 43 miembros de honorarios, y un miembro de honor. El COI es la autoridad suprema del movimiento olímpico moderno en todo el mundo. En su primera integración, estaban representados doce países:
1. Argentina (José Benjamín Zubiaur).
2. Imperio austríaco-Bohemia (Jiri Guth-Jarkovsky).
3. Bélgica (Maxime de Bousies).
4. Estados Unidos (William Sloane).
5. Francia (Ernest F. Callot y Pierre de Coubertin).
6. Reino Unido (C. Herbert Ampfhill y Charles Herbert).
7. Grecia (Dimitrios Vikelas).
8. Hungría (Ferenc Kemény).
9. Italia (Mario Luccesi Palli y Andria Carafa).
10. Nueva Zelanda (Leonard A. Cuff).
11. Imperio Ruso (Alexei Dmitrievich Butowski).
12. Suecia (Viktor Gustaf Balck).[5][6][7]

El COI organiza los Juegos Olímpicos modernos y los Juegos Olímpicos de la Juventud, que se celebran en verano e invierno, cada cuatro años. Los primeros Juegos Olímpicos de Verano organizada por el COI se celebró en Atenas, Grecia, en 1896; los primeros Juegos Olímpicos de Invierno fue en Chamonix, Francia, en 1924. Hasta 1992, ambos Juegos Olímpicos de Verano e Invierno se celebraron en el mismo año. Después de ese año, sin embargo, el COI cambió los Juegos Olímpicos de Invierno a los años pares entre los Juegos de Verano, para ayudar a espaciar la planificación de los dos eventos entre sí y mejorar el equilibrio financiero del COI, que recibe mayores ingresos durante los años olímpicos. Los primeros Juegos Olímpicos de la Juventud de Verano se celebraron en Singapur en 2010 y los primeros Juegos Olímpicos de la Juventud de Invierno se celebraron en Innsbruck en 2012.

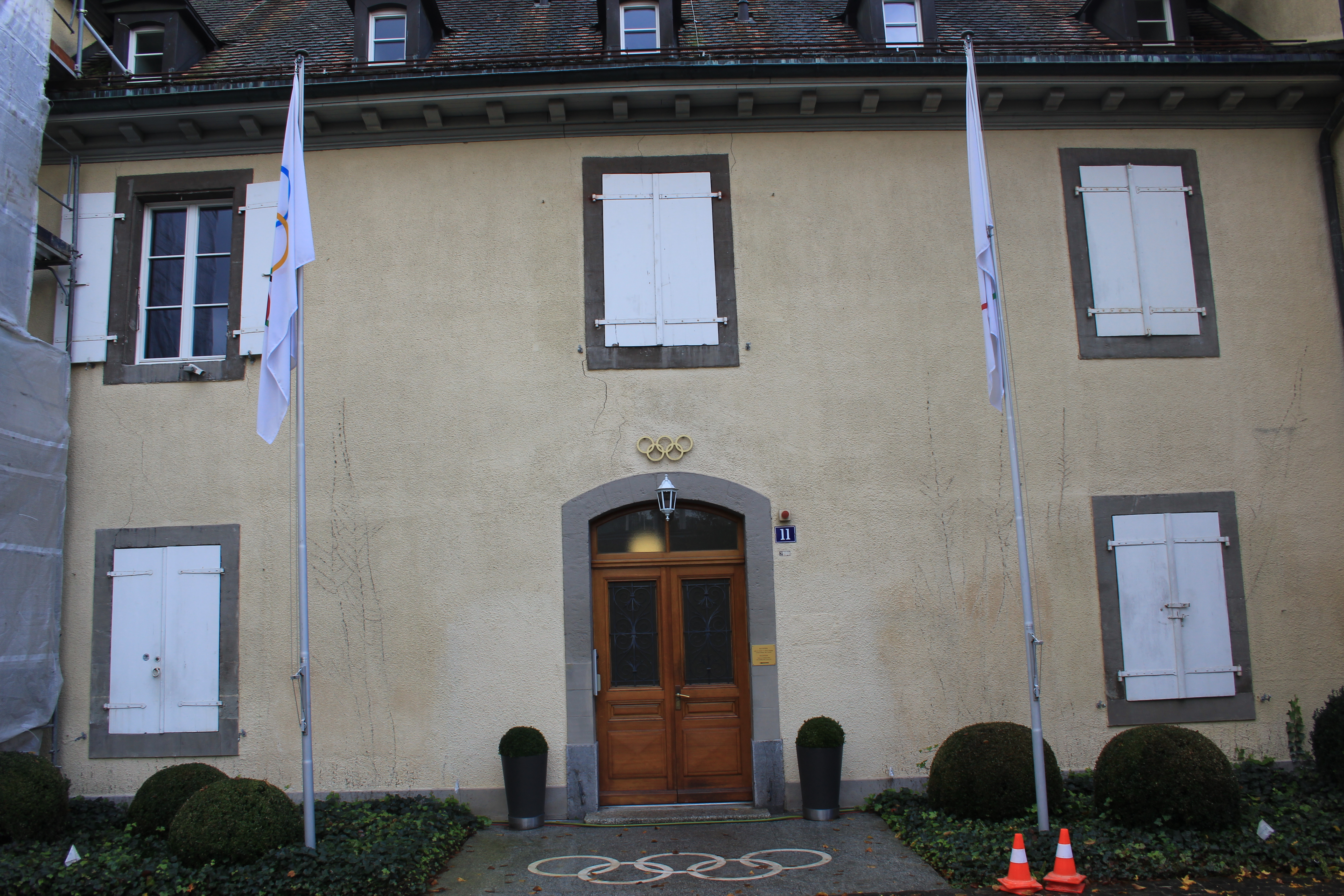
Antigua sede del COI.

En 2009, la Asamblea General de las Naciones Unidas otorgó el estatus de Observador Permanente en el COI. Esta decisión permite al COI participar directamente en el Programa de las Naciones Unidas y asistir a las reuniones de la Asamblea General de las Naciones Unidas en las que puede tomar la palabra. Esto ha proporcionado la posibilidad de promover el deporte a un nuevo nivel. Además, en 1993, la Asamblea General de la ONU aprobó una Resolución que solidificó aún más la cooperación COI-ONU con la decisión de revivir la Tregua olímpica, adoptando una Resolución titulada "Construyendo un mundo mejor y pacífico mediante el deporte y el ideal olímpico" Pide a los Estados miembros que observen la tregua olímpica antes de cada iteración de los juegos y cooperen con la COI y el Comité Paralímpico Internacional en sus esfuerzos por utilizar el deporte como instrumento para promover la paz, el diálogo y la reconciliación en las zonas de conflicto durante y más allá del período de los Juegos Olímpicos y Paralímpicos.
Durante cada proclamación en los Juegos Olímpicos, los locutores hablan en diferentes idiomas, el francés siempre se habla primero seguido de una traducción al inglés y el idioma dominante de la nación anfitriona.
Desde 2001, el COI tiene Olympic Broadcasting Services, una agencia capaz de retransmitir las emisiones de los acontecimientos deportivos en los juegos, sin pasar necesariamente por un socio de difusión. Su sede se encuentra en Madrid. El 21 de agosto de 2016, durante la ceremonia de clausura de los Juegos Olímpicos de Río 2016, se presentó el Canal Olímpico.

## Directiva del COI
| Cargo               | Nombre                           | País      |
| ------------------- | -------------------------------- | --------- |
| Presidente          | Kirsty Coventry                  | Zimbabue  |
| Vicepresidentes     | Nicole Hoevertsz                 | Aruba     |
| Vicepresidentes     | Juan Antonio Samaranch Salisachs | España    |
| Vicepresidentes     | Nawal El Moutawakel              | Marruecos |
| Vicepresidentes     | Gerardo Werthein                 | Argentina |
| Director general    | Christophe De Kepper             | Bélgica   |
| Miembros ejecutivos | Robin Mitchell                   | Fiyi      |
| Miembros ejecutivos | Denis Oswald                     | Suiza     |
| Miembros ejecutivos | Nenad Lalovic                    | Serbia    |
| Miembros ejecutivos | Ivo Ferriani                     | Italia    |
| Miembros ejecutivos | Faisal bin Hussein               | Jordania  |
| Miembros ejecutivos | Mikaela Cojuangco Jaworski       | Filipinas |
| Miembros ejecutivos | Kristin Kloster Aasen            | Noruega   |
| Miembros ejecutivos | Emma Terho                       | Finlandia |
| Miembros ejecutivos | Li Lingwei                       | China     |

## Comisiones del COI
| Comité                                                             | Encargado principal             | País               |
| ------------------------------------------------------------------ | ------------------------------- | ------------------ |
| Comisión de Atletas del COI                                        | Emma Terho                      | Finlandia          |
| Comisión del Entorno de Atletas del COI                            | Sergey Bubka                    | Ucrania            |
| Comité de Auditoría del COI                                        | Pierre-Olivier Beckers-Vieujant | Bélgica            |
| Comité de Asesor del COI sobre Derechos Humanos                    | Phumzile Mlambo-Ngcuka          | Sudáfrica          |
| Comisión de Asuntos Públicos y Corporativos                        | Luis Alberto Moreno             | Colombia           |
| Comisión de Asuntos Jurídicos del COI                              | John Coates                     | Australia          |
| Comisión de Comunicación del COI                                   | Anant Singh                     | Sudáfrica          |
| Comisión de Coordinación del COI para Milán-Cortina d'Ampezzo 2026 | Sari Essayah                    | Finlandia          |
| Comisión de Coordinación del COI para Dakar 2026                   | Kirsty Coventry                 | Zimbabue           |
| Comisión de Coordinación del COI para Los Ángeles 2028             | Nicole Hoevertsz                | Aruba              |
| Comisión de Coordinación del COI para Brisbane 2032                | Kirsty Coventry                 | Zimbabue           |
| Comisión de Compromiso Digital y Comunicaciones de Marketing       | Danka Barteková                 | Eslovaquia         |
| Comisión de Cultura y Patrimonio Olímpico del COI                  | Khunying Patama Leeswadtrakul   | Tailandia          |
| Comisión de Deportes Electrónicos                                  | David Lappartient               | Francia            |
| Comisión de Ética del COI                                          | Ban Ki-moon                     | Corea del Sur      |
| Comisión de Finanzas del COI                                       | Ng Ser Miang                    | Singapur           |
| Comisión de Futuras Sedes de los Juegos de la Olimpiada            | Kolinda Grabar-Kitarović        | Croacia            |
| Comisión de Futuras Sedes de los Juegos Olímpicos de Invierno      | Karl Stoss                      | Austria            |
| Comisión Electoral de los Miembros del COI                         | Ana del Reino Unido             | Reino Unido        |
| Comisión de Igualdad de Género, Diversidad e Inclusión             | Lydia Nsekera                   | Burundi            |
| Comisión Médica y Científica del COI                               | Uğur Erdener                    | Turquía            |
| Comisión Olimpismo 365                                             | Auvita Rapilla                  | Papúa Nueva Guinea |
| Comisión del Canal Olímpico del COI                                | Richard Carrión                 | Puerto Rico        |
| Comisión de Educación Olímpica del COI                             | Mikaela Cojuangco Jaworski      | Filipinas          |
| Comisión de Innovación Técnica y Tecnológica del COI               | Gerardo Werthein                | Argentina          |
| Comisión del Programa Olímpico del COI                             | Karl Stoss                      | Austria            |
| Comisión de Recursos Humanos del COI                               | Ser Miang NG                    | Singapur           |
| Comisión de Solidaridad Olímpica del COI                           | Robin Mitchell                  | Fiyi               |
| Comisión de Socios Comerciales e Ingresos                          | Jiří Kejval                     | República Checa    |
| Comisión del Deporte y de la Sociedad Activa del COI               | Sari Essayah                    | Finlandia          |
| Comisión de Sostenibilidad y Legado del COI                        | Alberto II de Mónaco            | Mónaco             |
| Comisión Disciplinaria del COI                                     | Denis Oswald                    | Suiza              |
| Servicios de Radiodifusión Olímpica                                | Gerardo Werthein                | Argentina          |

## Organización

### Presidentes en la historia
Desde 1894, el COI ha tenido diez presidentes:
| N.º | Nombre                  | País           | Periodo   | Honor vitalicio |
| --- | ----------------------- | -------------- | --------- | --------------- |
| 1   | Dimitrios Vikelas       | Grecia         | 1894-1896 | N/D             |
| 2   | Pierre de Coubertin     | Francia        | 1896-1925 | N/D             |
| 3   | Henri de Baillet-Latour | Bélgica        | 1925-1942 | N/D             |
| 4   | Sigfrid Edström         | Suecia         | 1946-1952 | N/D             |
| 5   | Avery Brundage          | Estados Unidos | 1952-1972 | 1972-1975       |
| 6   | Michael Morris Killanin | Irlanda        | 1972-1980 | 1980-1999       |
| 7   | Juan Antonio Samaranch  | España         | 1980-2001 | 2001-2010       |
| 8   | Jacques Rogge           | Bélgica        | 2001-2013 | 2013-2021       |
| 9   | Thomas Bach             | Alemania       | 2013-2025 | 2025-           |
| 10  | Kirsty Coventry         | Zimbabue       | 2025-     | ND              |

### Reuniones del COI

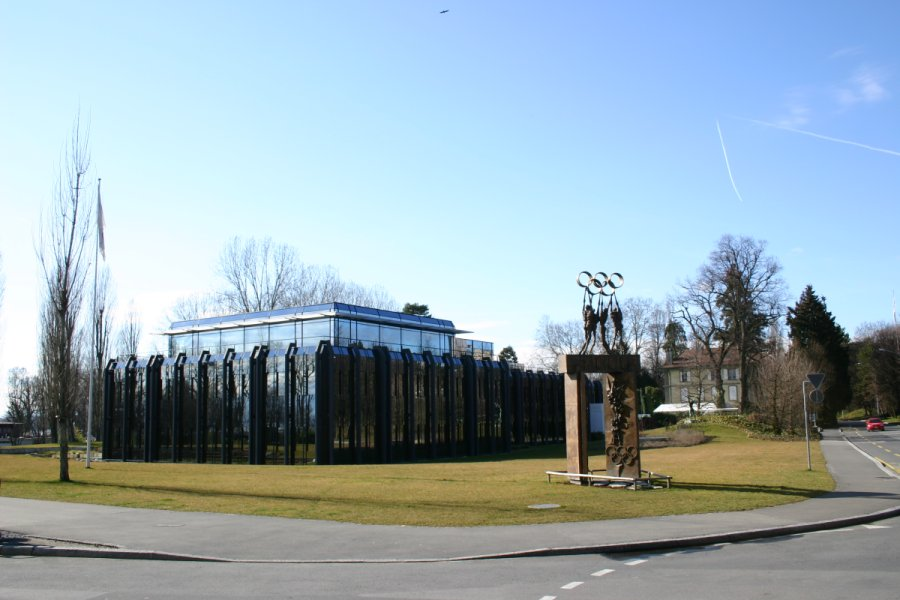
Exterior de la sede del COI en Lausana.

Desde su fundación, el COI ha realizado una serie de reuniones de alto nivel donde se han discutido el pasado, el presente y el futuro del movimiento olímpico internacional. Estas reuniones se dividen en dos tipos, a saber:

#### Congresos del COI
En los congresos, trece en su totalidad, celebrados en períodos de tiempo irregulares, se trata sobre temas de importancia referentes al movimiento olímpico internacional en ese momento. Además, se expone, discute y concluye sobre el nivel e historial olímpicos logrados hasta ese entonces y su proyección a futuro. La primera de estas reuniones se realizó en París en 1894.

#### Sesiones del COI
Las sesiones del COI es la asamblea general de los miembros del COI, celebrada una vez al año en el que cada miembro tiene un voto para cuestiones o acciones a tomar referentes al movimiento olímpico. Es el órgano supremo del COI y sus decisiones son definitivas.
Una sesión ordinaria se efectúa una vez al año. En caso de emergencia, o de resolver puntos aún pendientes, se puede llamar a una sesión extraordinaria en conveniencia con el presidente del COI o por petición escrita de al menos las dos terceras partes de los miembros.
Las actividades más importantes realizadas en las sesiones son, entre otras:
- Adaptar o modificar la Carta Olímpica.
- Elegir a los miembros del Comité Olímpico, el presidente honorario, miembros honorarios y miembros de honor.
- Elegir al presidente, vicepresidente y todos los demás miembros del Cuerpo Ejecutivo.
- Elegir la ciudad sede de los Juegos Olímpicos.
- Determinar qué deportes formarán parte del calendario olímpico y cuáles no.

Si en cualquier momento, ninguna ciudad obtiene la mayoría absoluta de los votos emitidos, una nueva reunión se realiza mediante la eliminación de la ciudad que reciba menos votos. En la última vuelta en su caso, los dos finalistas están invitados a participar en el resultado final de la votación. El voto es secreto y no tienen derecho a voto los miembros del COI con la misma nacionalidad de una ciudad que siguen en carrera. El COI también se reúne en congreso extraordinario.
El responsable de la organización de los Juegos Olímpicos, delega la organización práctica de un Comité local de organización de los Juegos Olímpicos y la organización técnica de eventos retenidos en el programa de cada Olimpiada.

### Apoyo del COI a organizaciones deportivas
Desde hace varios años el COI reconoce y respalda oficialmente varias organizaciones de carácter continental y mundial que, al igual que el COI, han adoptado la Carta Olímpica como su guía para el desarrollo de sus actividades deportivas bajo supervisión del Comité Olímpico. Estas organizaciones son:

#### A nivel continental

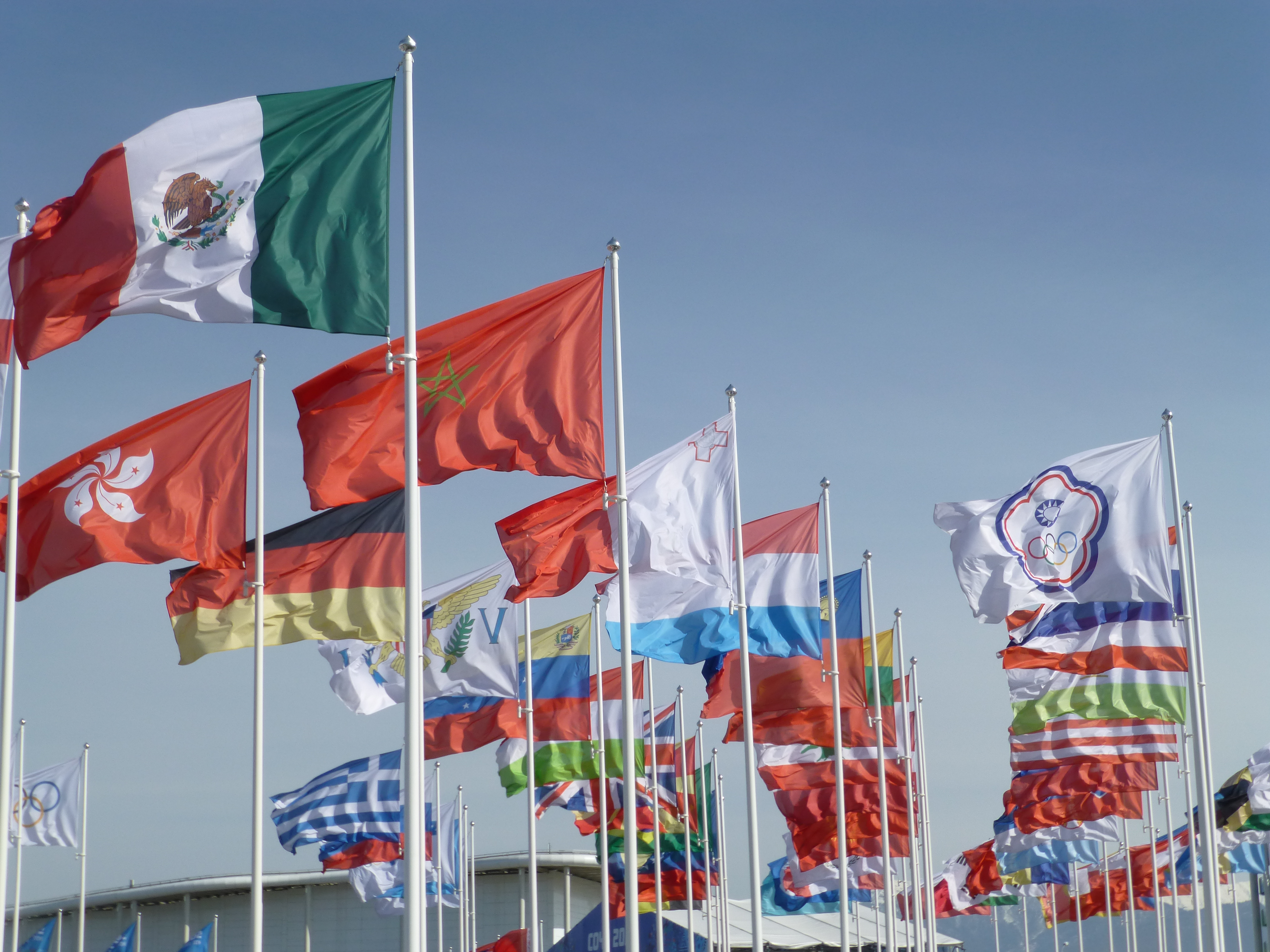
Banderas ondeando durante los Juegos Olímpicos de Sochi 2014.

- Asociación de Comités Olímpicos Nacionales de África, (ANOCA): Organiza los Juegos Panafricanos.
- Organización Deportiva Panamericana, (PANAM SPORTS): Organizador de los Juegos Panamericanos.
- Consejo Olímpico de Asia, (OCA): Las actividades que organiza son los Juegos Asiáticos, Juegos Asiáticos de Invierno, Juegos Asiáticos de Playa, Juegos Asiáticos de la Juventud y Juegos Asiáticos de Artes Marciales y de Interior.
- Comités Olímpicos Europeos, (EOC): Organizan los Juegos Europeos y el Festival Olímpico de la Juventud Europea
- Comités Olímpicos Nacionales de Oceanía, (ONOC): Organizadores de los Juegos del Pacífico.

Estas organizaciones conforman en conjunto una organización llamada Asociación de Comités Olímpicos Nacionales.

#### A nivel mundial
- Asociación Internacional de Juegos Mundiales (IWGA): Organiza los Juegos Mundiales, donde están los deportes que no son parte de los Juegos Olímpicos pero son reconocidos por el COI. Algunos deportes que participaron de estos juegos posteriormente entraron a ser parte del programa olímpico (caso del waterpolo y la halterofilia femenina, el rugby 7, el karate y la escalada deportiva, también en su momento el béisbol y el softbol). De acuerdo al número de practicantes del deporte, la participación en los Juegos Mundiales y su aceptación entre el público se realiza la postulación como deporte olímpico y su votación se lleva a cabo en la Sesión del Comité Olímpico Internacional de cada año con resultado afirmativo o negativo; en caso de ser afirmativo y aceptado como deporte olímpico, en la misma sesión del COI se indica a partir de qué año y en qué juegos empieza la disputa por medallas.

### Federaciones internacionales reconocidas por el COI
En la actualidad hay 78 federaciones deportivas reconocidas por la COI. Estas son:
- Los 34 miembros de la Asociación de Federaciones Olímpicas Internacionales de Verano (ASOIF)[14]
- Los 7 miembros de la Asociación de Federaciones Olímpicas Internacionales de Deportes de Invierno (AIOWF)[15]
- Los 35 miembros de la Asociación de Federaciones Internacionales de Deportes reconocidas por la COI (ARISF)[16]
- Y 2 de los miembros de SportAccord (Federación Internacional del Automóvil y Federación Internacional de Sóftbol)

## Honores
Además de las medallas olímpicas para los competidores, el COI otorga una serie de otros honores:
- El Trofeo del Presidente del COI es el premio más alto deportivo otorgado a los atletas que han sobresalido en su deporte y tuvieron una carrera extraordinaria y crearon un impacto duradero en su deporte.
- La medalla de Pierre de Coubertin se otorga desde 1964 a los atletas que demuestran un espíritu especial de deportividad en los eventos olímpicos
- La Copa Olímpica se concede desde 1904 a instituciones o asociaciones con un récord de mérito e integridad en el desarrollo activo del Movimiento Olímpico
- La Orden Olímpica se otorga desde 1975 a individuos por contribuciones particularmente destacadas al Movimiento Olímpico, y reemplazó al Certificado Olímpico.
- El laurel olímpico se otorga desde 2016 a las personas para promover la educación, la cultura, el desarrollo y la paz a través del deporte.[17]

## Miembros del COI
Durante la mayor parte de su existencia, el COI estuvo controlado por miembros que fueron seleccionados por otros miembros. Los países que habían acogido los Juegos tenían dos miembros. Cuando se les nombró, no se convirtieron en representantes de sus respectivos países ante el COI, sino más bien al contrario, los miembros del COI en sus respectivos países.

### Cesación de la membresía
La membresía de los miembros del COI cesa en las siguientes circunstancias:
- Renuncia: cualquier miembro del COI puede cesar su membresía en cualquier momento entregando una renuncia por escrito al Presidente.
- No reelección: cualquier miembro del COI deja de ser miembro sin otra formalidad si no es reelegido.
- Límite de edad: todo miembro del COI deja de ser miembro al final del año calendario durante el cual alcanza la edad de 80 años.
- No asistir a las sesiones o participar activamente en el trabajo de la COI durante dos años consecutivos.
- Transferencia de domicilio o de centro principal de intereses a un país distinto del país que era suyo en el momento de su elección.
- Los miembros elegidos como atletas activos dejan de ser miembros al dejar de ser miembros de la Comisión de Atletas del COI.
- Los presidentes e individuos que desempeñen un cargo ejecutivo o de alto nivel dentro de los CON, asociaciones mundiales o continentales de CON, FI o asociaciones de FI u otras organizaciones reconocidas por la COI dejen de ser miembros al dejar de ejercer la función que estaban ejerciendo en ese momento De su elección.
- Expulsión: un miembro del COI puede ser expulsado por decisión de la Sesión si dicho miembro ha traicionado su juramento o si la Sesión considera que dicho miembro ha descuidado o puesto en peligro deliberadamente los intereses del COI o ha actuado de manera indigna del COI.

## Financiación
A principios de los años ochenta, los Juegos Olímpicos dependían en gran medida de los ingresos de una sola fuente: sus contratos con las compañías de televisión estadounidenses para las emisiones de los Juegos Olímpicos. Tras la elección de Juan Antonio Samaranch como Presidente del COI en 1980, reconoció esta vulnerabilidad y en consulta con Horst Dassler, un miembro destacado de la familia Adidas, se tomó la decisión de lanzar un programa global de mercadeo para el COI. Samaranch designó al miembro canadiense del COI, Richard Pound, para dirigir la iniciativa como presidente de la "Nueva Comisión de Fuentes de Finanzas".
En 1982, el COI creó ISL Marketing, una empresa suiza de marketing deportivo, para desarrollar un programa de marketing global para el Movimiento Olímpico. ISL desarrolló el programa con éxito, pero fue reemplazado por Meridian Management, una empresa parcialmente propiedad del COI a principios de los años noventa.
En 1989, uno de los miembros del personal de ISL Marketing, Michael Payne, se trasladó al COI y se convirtió en el primer director de marketing de la organización. Sin embargo, ISL y posteriormente Meridian siguieron desempeñando el papel de agentes de ventas y marketing del COI hasta 2002. En 2002, el COI terminó la relación con Meridian y llevó a cabo su programa de comercialización bajo la dirección de Timo Lumme, director de Servicios de Televisión y Marketing del COI. Durante sus 17 años con el COI, en colaboración con ISL Marketing y posteriormente Meridian Management, Payne contribuyó de manera importante a la creación de un programa de marketing de patrocinio multimillonario para la organización, lo que ayudó a mejorar el marketing televisivo y mejorar la gestión financiera. Para restablecer la viabilidad financiera del COI.

### Ingresos
El Movimiento Olímpico genera ingresos a través de cinco programas principales. El Comité Olímpico Internacional (COI) gestiona las asociaciones de radiodifusión y el programa de patrocinio mundial de The Olympic Partner (TOP). Los Comités Organizadores de los Juegos Olímpicos (OCOG) gestionan programas de patrocinio, venta de entradas y licencias en el país anfitrión bajo la dirección del COI. El Movimiento Olímpico generó un total de más de 4000 millones de dólares (2500 millones de euros) de ingresos durante el cuatrienio olímpico de 2001 a 2004.

### Distribución de ingresos
El COI distribuye parte de los ingresos de marketing olímpico a organizaciones de todo el Movimiento Olímpico para apoyar la organización de los Juegos Olímpicos y promover el desarrollo mundial del deporte, incluyendo el Comité Paralímpico Internacional y la Agencia Mundial Antidopaje (AMA). El COI retiene aproximadamente el 10% de los ingresos de marketing olímpico por los costos operativos y administrativos de gobernar al Movimiento Olímpico.

## Preocupaciones ambientales
El COI reconoce que los Juegos Olímpicos demandan enormes recursos ambientales, actividades y proyectos de construcción que podrían ser perjudiciales para el medio ambiente de la ciudad anfitriona. En 1995, el presidente del COI, Juan Antonio Samaranch, declaró: "El Comité Olímpico Internacional está decidido a asegurar que el medio ambiente se convierta en la tercera dimensión de la organización de los Juegos Olímpicos, siendo el primero y segundo el deporte y la cultura (respectivamente)". En 1996 el COI añadió al "medio ambiente" como tercer pilar a su visión de los Juegos Olímpicos.
El COI exige que las ciudades que licitan la sede de los Juegos Olímpicos proporcionar una estrategia integral para proteger el medio ambiente en preparación del alojamiento, y posterior conclusión de los Juegos. Esta iniciativa fue más notablemente tomada en cuenta en el año 2000, cuando el esfuerzo de la "Olimpiada Verde" fue desarrollado por el Comité Organizador de Pekín para los Juegos Olímpicos de Pekín. El esfuerzo de los Juegos Olímpicos de Pekín de 2008 por organizar juegos ecológicos dio como resultado más de 160 proyectos que cumplieron la meta de juegos "verdes" gracias a la mejora de la calidad del aire y la calidad del agua, la implementación de fuentes de energía sostenibles, la gestión de residuos y la educación ambiental. Estos proyectos incluyeron reubicación o cierre de plantas industriales, reemplazo de hornos, introducción de nuevas normas de emisiones y un control de tráfico más estricto. La mayoría de estas medidas se adoptaron de manera temporal y, si bien se lograron mejoras reales (especialmente en la calidad del aire), la mayoría de estas mejoras habían desaparecido un año después de los Juegos. Aunque estas mejoras fueron de corta duración, la inclusión de políticas ambientales por parte de la COI en la evaluación y selección de las ciudades anfitrionas demuestra una responsabilidad corporativa que puede ser construida en los años venideros. Se han publicado marcos detallados para la sostenibilidad ambiental para los Juegos Olímpicos de Invierno de 2018 y los Juegos Olímpicos de Verano de 2020 en Pieonchang, Corea del Sur y Tokio, Japón, respectivamente.

## Controversias

### Juegos Olímpicos de Invierno 1976
Las ciudades de Denver, Colorado, Estados Unidos; Sion, Suiza; Tampere, Finlandia; y Vancouver (con la montaña Garibaldi), Canadá, hicieron ofertas para los Juegos.
Los juegos se adjudicaron originalmente a Denver el 12 de mayo de 1970, pero un aumento del 300% en los costos y las preocupaciones sobre el impacto ambiental condujeron al rechazo de los votantes de Colorado el 7 de noviembre de 1972, por un margen de 3 a 2, de una emisión de bonos de 5 millones de dólares para financiar los juegos con fondos públicos.
Denver se retiró oficialmente el 15 de noviembre, y el COI ofreció los juegos a Whistler, Columbia Británica, Canadá, pero ellos también se negaron debido a un cambio de gobierno después de las elecciones. Whistler pasaría a estar asociado con la exitosa candidatura de Vancouver para los juegos de 2010.
Salt Lake City, Utah, candidato final de los Juegos Olímpicos de Invierno de 1972, que al final acogería los Juegos Olímpicos de Invierno de 2002, se ofreció como anfitrión potencial después de la retirada de Denver. El Comité Olímpico Internacional (COI), que aún se recuperaba del rechazo de Denver, declinó y seleccionó Innsbruck para acoger los Juegos Olímpicos de Invierno de 1976, que habían acogido los Juegos Olímpicos de Invierno de 1964 doce años antes, el 5 de febrero de 1973.

### Escándalo de la oferta de Salt Lake
Un escándalo estalló el 10 de diciembre de 1998, cuando un miembro de Suiza en el COI, Marc Hodler, jefe del comité de coordinación de supervisión de la organización de los juegos de 2002, anunció que varios miembros del COI habían aceptado sobornos. Pronto se llevaron a cabo cuatro investigaciones independientes: por el COI, el Comité Olímpico de los Estados Unidos (USOC), el SLOC y el Departamento de Justicia de los Estados Unidos.
Antes de que cualquiera de las investigaciones pudiera iniciarse, tanto Welch como Johnson dimitieron de sus puestos como jefe del SLOC. Pronto siguieron muchos otros. El Departamento de Justicia presentó cargos contra los dos: quince cargos de soborno y fraude. Johnson y Welch fueron finalmente absueltos de todos los cargos penales en diciembre de 2003.
Como resultado de la investigación, diez miembros del COI fueron expulsados y otros diez fueron sancionados. Esta fue la primera expulsión o sanción por corrupción en más de un siglo que el COI tenía de existencia. Aunque no se había hecho nada estrictamente ilegal, se consideró que la aceptación de los regalos era moralmente dudosa. Se adoptaron normas más estrictas para las futuras pujas y se pusieron límites a la cantidad de miembros del COI que podían aceptar de las ciudades candidatas. Además, se establecieron nuevos términos y límites de edad para la afiliación del COI, y quince exatletas olímpicos fueron agregados al comité.

### Otras controversias
En 2006, un informe ordenado por el gobernador de la Prefectura de Nagano dijo que la ciudad japonesa proporcionó millones de dólares en un "nivel ilegítimo y excesivo de hospitalidad" a los miembros del COI, incluyendo 4,4 millones de dólares gastados solo en entretenimiento. Informes anteriores sitúan la cifra en aproximadamente 14 millones de dólares. Las cifras exactas son desconocidas ya que Nagano, después de que el COI pidió que los gastos de entretenimiento no se hicieran públicos, destruyó los registros financieros.
Grupos internacionales intentaron presionar al COI para rechazar la candidatura de Pekín en protesta por el estado de los derechos humanos en la República Popular China. Un disidente chino que expresó sentimientos similares fue arrestado y condenado a dos años de prisión por pedir al COI que hiciera exactamente eso al mismo tiempo que los inspectores del COI viajaban por la ciudad. Amnistía Internacional expresó su preocupación en 2006 por los Juegos Olímpicos que se celebraron en China en 2008, expresando asimismo su preocupación por la situación de los derechos humanos. El segundo principio de los Principios Fundamentales del Olimpismo, Carta Olímpica, establece que el objetivo del Olimpismo es "poner el deporte al servicio del desarrollo armónico del hombre, con miras a promover una sociedad pacífica que se ocupe de la preservación de la dignidad humana". Amnistía Internacional considera que las políticas y prácticas de la República Popular no cumplen ese principio e instó a la COI a que presione a China para que promulgue de inmediato la reforma de los derechos humanos.
En agosto de 2008, el COI emitió el DMCA para retirar avisos sobre los videos de protesta tibetanos. YouTube y la Electronic Frontier Foundation (EFF) Ambos rechazaron contra el COI, que luego retiró su queja.
En 2010, el Comité Olímpico Internacional fue nominado para los Premios Public Eye. Este premio busca presentar "La vergüenza de los premios a los jugadores corporativos más desagradables del año".
Antes del inicio de los Juegos Olímpicos de 2012, el COI decidió no celebrar un minuto de silencio para honrar a los 11 olímpicos israelíes que murieron 40 años antes en la masacre de Múnich. Jacques Rogge, entonces presidente del COI, dijo que sería "inapropiado" hacerlo. Hablando de la decisión, el atleta olímpico israelí Shaul Ladany, que había sobrevivido a la masacre de Múnich, comentó: "No entiendo, no lo entiendo y no lo acepto".
En febrero de 2013, el COI no incluyó la Lucha como uno de sus principales deportes olímpicos para el programa olímpico de verano de los Juegos Olímpicos de 2020. Esta decisión fue mal recibida por la comunidad deportiva y de lucha libre. La lucha libre aún formaba parte del programa de los Juegos Olímpicos de 2016 en Río de Janeiro. Esta decisión fue posteriormente anulada, y la lucha fue parte de los Juegos Olímpicos de Tokio 2020.